# (3821) Sonet
(3821) Sonet es un asteroide perteneciente al cinturón exterior de asteroides descubierto por Henri Debehogne el 6 de septiembre de 1985 desde el Observatorio de La Silla, Chile.

## Designación y nombre
Sonet fue designado al principio como 1985 RC3.
Más tarde, en 2001, se nombró en honor del religioso belga Jean Sonet (1908-1987).

## Características orbitales
Sonet orbita a una distancia media de 3,239 ua del Sol, pudiendo alejarse hasta 3,84 ua y acercarse hasta 2,637 ua. Tiene una inclinación orbital de 0,5535 grados y una excentricidad de 0,1858. Emplea 2129 días en completar una órbita alrededor del Sol.

## Características físicas
La magnitud absoluta de Sonet es 12,6.